# Pedicularis abrotanifolia
Pedicularis abrotanifolia är en snyltrotsväxtart som beskrevs av Friedrich August Marschall von Bieberstein och Christian von Steven. Pedicularis abrotanifolia ingår i släktet spiror, och familjen snyltrotsväxter. Inga underarter finns listade i Catalogue of Life.